# Lev Vlàssenko
Lev Vlàssenko   (Tbilisi, 24 de desembre de 1928 - Brisbane, 24 d'agost de 1996), nom complet amb patronímic Lev Nikolàievitx Vlàssenko, rus: Лев Никола́евич Вла́сенко, va ser un pianista i professor soviètic.

## Biografia
Lev Vlàssenko va néixer a Tiflis, República de Geòrgia, a la Unió Soviètica, dels pares Nikolai Appolónovitx Vlàssenko i Vera Solomónovna Benditskaya.
El primer professor de música de Lev Vlàssenko va ser la seva mare Vera. Lev va entrar a l'escola de música per a nens superdotats de Tiflis a la classe d'Anastasia Davidovna Virsaladze, ella mateixa alumna de la reconeguda Anna Iéssipova. Lev va començar a tocar en públic a una edat primerenca. Als deu anys, va tocar el Concert per a piano núm. 1 de Beethoven amb el reconegut director Odysseas Dimitriadis. El 1948, Lev Vlàssenko va ingressar a la classe de Iàkov Flier al Conservatori de Moscou i va completar els seus estudis universitaris i postgraus.
Va guanyar el reconeixement internacional després de guanyar el Primer Premi i la Medalla d'Or al Concurs Internacional de Piano Franz Liszt de Budapest el 1956. Ell i el pianista xinès Liu Shikun van ocupar el segon lloc darrera de Van Cliburn al primer Concurs Internacional de Piano Txaikovski el 1958.
Lev Vlàssenko va ensenyar al Conservatori de Moscou durant 39 anys, on entre molts alumnes tingué na Margarita Ševtšenko. Ha ensenyat a diversos pianistes de renom mundial com Mikhaïl Pletniov, Víktor Eresko, Kalle Randalu, Mykola Suk, Lev Vinocour, Vladimir Daych, Gennady Dzubenko, Rena Shereshevskaya, Natasha Vlàssenko, Oleg Stepànov, Borís Petrov, Teofils Biķis, Karine Oganian, Jania Aubakirova, Justas Dvarionas, Alexander Strukov, Duncan Gifford i altres. A principis de la dècada de 1990 va ser professor als Estats Units a la Universitat d'Indiana i al New England Conservatory de Boston.
Lev Vlàssenko va ser membre del jurat en molts concursos internacionals de piano. Inclouen el Concurs Internacional de Piano Paloma O'Shea Santander (1984), Concurs Internacional de Piano Txaikovski a Moscou, el Concurs Internacional de Piano de Sydney, el Concurs Internacional de Pianoforte de Leeds, el Concurs Internacional de Piano Chopin de Varsòvia, el Concurs de Piano Liszt a Budapest, el Concurs de piano Arthur Rubinstein de Tel-Aviv i altres. Lev Vlàssenko es va convertir en el president del jurat del Concurs Internacional de Piano Txaikovski el 1994. També va dirigir la "International Association of Tchaikovsky Competition Stars".
El 1991 va ser condecorat com a artista popular de la URSS. Durant els seus darrers anys, Vlàssenko va residir a Austràlia, on va fer classes a la "Queensland Conservatorium Griffith University". El 1996 va ser investit doctor honoris causa per la Universitat de Griffith en reconeixement de la seva gran contribució al desenvolupament del Conservatorium.
Va morir el 24 d'agost de 1996 a Brisbane, Austràlia.

## Memòria
Lev Vlàssenko va gravar 22 discos i 8 CD. El 1999, la seva filla, Nataixa Vlàssenko, i el gendre, Oleg Stepànov, van fundar el Concurs de piano Lev Vlàssenko en la seva memòria. La competició té lloc a Brisbane cada dos anys des del 1999.
Una de les escoles musicals de Moscou rep el nom de Lev Vlàssenko. Cada any té lloc a Moscou el Concurs de piano Vlàssenko per a infants. El 2009 es va publicar a Brisbane el llibre Lev Vlàssenko. Articles, reminiscències, entrevistes. Al Concurs Internacional de Piano de Sydney, es lliura el Premi Memorial Lev Vlàssenko a la millor interpretació d'un estudiant virtuós.
Molts artistes com: Heinrich Neuhaus, Sviatoslav Richter, Emil Guílels, Iàkov Flier, Ivan Kozlovski, Innokenti Smoktunovski i, molts d'altres han opinat que Lev Vlàssenko fou un músic esplèndid, intel·ligent i amb talent. Això es va mostrar especialment en la seva interpretació de les Sonates de Liszt, que va fer sonar meravellosament integral. Va ser un pianista amb la seva manera específica d'interpretar: estricte, però brillant i, alhora, profund.